# Nosocice (gromada)
Nosocice (od 1 I 1965 Krzepów) – dawna gromada, czyli najmniejsza jednostka podziału terytorialnego Polskiej Rzeczypospolitej Ludowej w latach 1954–1972.
Gromady, z gromadzkimi radami narodowymi (GRN) jako organami władzy najniższego stopnia na wsi, funkcjonowały od reformy reorganizującej administrację wiejską przeprowadzonej jesienią 1954 do momentu ich zniesienia z dniem 1 stycznia 1973, tym samym wypierając organizację gminną w latach 1954–1972.
Gromadę Nosocice z siedzibą GRN w Nosocicach (obecnie w granicach Głogowa) utworzono – jako jedną z 8759 gromad na obszarze Polski – w powiecie głogowskim w woj. zielonogórskim na mocy uchwały nr V/14/54 WRN w Zielonej Górze z dnia 5 października 1954. W skład jednostki weszły obszary dotychczasowych gromad Nosocice, Krzepów, Szczyglice, Turów, Zabornia i Widziszów ze zniesionej gminy Nosocice w tymże powiecie. Dla gromady ustalono 17 członków gromadzkiej rady narodowej.
31 grudnia 1959 do gromady Nosocice włączono obszar zniesionej gromady Przedmoście w tymże powiecie.
Gromadę zniesiono 1 stycznia 1965 w związku z przeniesieniem siedziby GRN z Nosocic do Krzepowa i zmianą nazwy jednostki na gromada Krzepów.